# Chiave (musica)

Le chiavi della notazione musicale antica e moderna

La chiave, nella notazione musicale, è un simbolo posto sul pentagramma che ha la funzione di fissare la posizione delle note. Anche se è collocata sempre all'inizio di un pentagramma, può essere inserita anche in un punto qualsiasi dello stesso, ad esempio a metà di una battuta o misura per identificare il passaggio da una tessitura a un'altra di uno stesso strumento.

## Storia
La chiave di Do è un segno derivato storicamente dalla lettera C, che indicava l'attuale nota Do prima dell'avvento delle sillabe guidoniane e fissa la posizione del Do centrale del pianoforte, o Do3, sul pentagramma.
La chiave di Fa è un segno convenzionale che fissa la posizione della nota Fa sul pentagramma. Il simbolo deriva dall'evoluzione grafica di una lettera F maiuscola, che, sempre nel sistema di notazione letterale in uso prima delle sillabe guidoniane (e ancora usato negli stati anglofoni) corrisponde appunto alla nota Fa. Lo stesso vale per la chiave di Sol, il cui simbolo deriva dalla lettera G maiuscola, che indica il Sol nella notazione letterale.

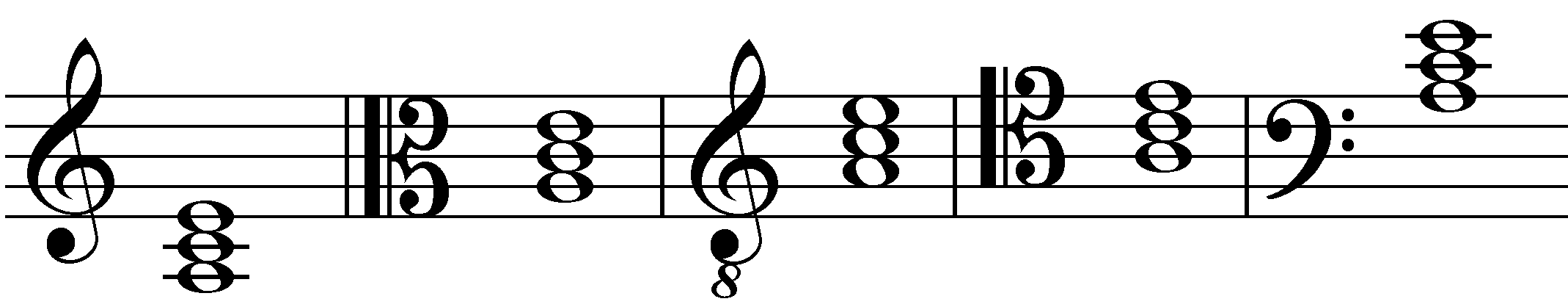
La triade di La minore nella stessa tessitura in 5 diverse chiavi: di Sol, di contralto, di Sol in ottava, di tenore, di basso

I segni delle chiavi provengono da una progressiva alterazione grafica delle lettere gotiche:
| {\displaystyle \mathrm {Do} }  | {\displaystyle \mathrm {C} } | {\displaystyle {\mathfrak {C}}} |  | chiave di Do3 (C3), pone il Do della terza ottava sulla riga del pentagramma che passa attraverso il centro |
| {\displaystyle \mathrm {Fa} }  | {\displaystyle \mathrm {F} } | {\displaystyle {\mathfrak {F}}} |  | chiave di Fa2 (F2), pone il Fa della seconda ottava sulla riga che passa attraverso i due punti             |
| {\displaystyle \mathrm {Sol} } | {\displaystyle \mathrm {G} } | {\displaystyle {\mathfrak {G}}} |  | chiave di Sol3 (G3), pone il Sol della terza ottava sulla riga che passa attraverso il ricciolo centrale    |

Le chiavi musicali sono tre e sono sistemate in posizioni diverse, dando la possibilità di centrare sul pentagramma la tessitura peculiare di ogni voce, in modo da evitare il più possibile il ricorso ai tagli addizionali. Fino alla metà del '700 era molto frequente anche nella musica strumentale il cambio di chiave all'interno dei pezzi a seconda della tessitura dei passaggi proprio per non dover utilizzare troppi tagli addizionali.
L'insieme di queste posizioni, eccettuate la prima e l'ultima (chiave di violino francese e chiave di subbasso/basso profondo), noto come setticlavio in alcune tradizioni musicali tra cui quella italiana, è oggi utilizzato solo come esercizio nei corsi di teoria e solfeggio e di composizione che si tengono nei conservatori. Invece nella pratica comune si utilizzano solo le chiavi di violino e di basso, di gran lunga le più usate, nonché quelle di contralto, usata come chiave di impostazione dalla viola e del trombone contralto, e di tenore, usata come chiave ausiliaria da violoncello, trombone, fagotto, contrabbasso e controfagotto.
In tutte le edizioni moderne (successive al 1800) le parti di contralto, mezzosoprano e soprano si scrivono in chiave di violino, le parti di baritono in chiave di basso, mentre per le parti di tenore si usa la chiave di violino tenorizzata, ovvero una chiave di violino accompagnata da un segno convenzionale atto ad indicarne l'esecuzione all'ottava inferiore, tranne nella musica corale a due pentagrammi, nel qual caso la parte viene scritta sul pentagramma inferiore sopra al basso.

## Classificazione

Chiave di Sol

Chiave di Do

Chiave di Fa

Convenzionalmente, esistono nove possibili posizioni di chiavi musicali, tutte contraddistinte da un termine specifico che le lega a un'estensione vocale. Qui di seguito sono elencate sommariamente tali nove chiavi, indicandone la posizione tramite il numero del rigo su cui sono poste partendo dal rigo più bassa del pentagramma.
- per la chiave di Sol3

1. chiave di violino francese, sul primo rigo
2. chiave di violino, sul secondo rigo
- per la chiave di Do3

3. chiave di soprano, sul primo rigo
4. chiave di mezzosoprano, sul secondo rigo
5. chiave di contralto, sul terzo rigo
6. chiave di tenore, sul quarto rigo
- per la chiave di Fa2

7. chiave di baritono, sul terzo rigo
8. chiave di basso, sul quarto rigo
9. chiave di subbasso, sul quinto rigo

### Chiave di Do
| Chiave                               | Rigo | Musica strumentale | Musica vocale          |
| ------------------------------------ | ---- | --- | ---------------------- |
| Chiave di soprano†                   | I    | Strumenti a tastiera (mano destra, in Francia e Germania fino alla metà del '700 circa), strumenti traspositori in La                                                                                | soprano                |
| Chiave di mezzosoprano†              | II   | Strumenti traspositori in Fa | mezzosoprano           |
| Chiave di contralto, chiave di viola | III  | Strumenti a tastiera (talvolta; mano destra o sinistra fino alla metà del '700), viola, viola da gamba, trombone tenore e contralto, mandola, corno inglese (talvolta), strumenti traspositori in Re | contralto haute-contre |
| Chiave di tenore                     | IV   | Trombone tenore, fagotto (talvolta), eufonio, violoncello (talvolta), contrabbasso (talvolta), strumenti traspositori in Sib                                                                         | tenore                 |
| Chiave di baritono†                  | V    | Strumenti a tastiera (talvolta; mano sinistra, in Francia fino all'inizio del '700), strumenti traspositori in Sol                                                                                   | baritono               |

### Chiave di Fa

#### Chiave di baritono
Chiave di baritono, sul terzo rigo (anticamente si indicava talvolta anche con la chiave di Do sul quinto rigo)

#### Chiave di basso
Chiave di basso, sul quarto rigo. La chiave di basso, insieme alla chiave di violino, è utilizzata per la notazione degli strumenti a tastiera.
Viene chiamata così perché la parte di basso, come pure il contrabbasso, il violoncello e altri strumenti gravi (trombone, fagotto, eccetera), normalmente si scrive in questa chiave. La chiave di Fa viene usata anche per alcuni strumenti traspositori in Mi♭ e nelle parti dei timpani.

#### Chiave di subbasso
Chiave di subbasso, sul quinto rigo.

### Chiave di Sol

#### Chiave di violino
La chiave di violino, o chiave di sol, è un segno convenzionale che fissa la posizione della nota sol sul secondo rigo del pentagramma. Questo Sol è precisamente quello posto una quinta giusta sopra al Do centrale.
Viene chiamata così perché il violino normalmente legge in questa chiave.
Il simbolo è un'evoluzione grafica della lettera G, che nel sistema di notazione letterale precedente le sillabe guidoniane corrisponde appunto alla nota Sol. Se accompagnata da un piccolo "8" in alto, il tutto va eseguito un'ottava sopra; se accompagnata da un piccolo "8" in basso, un'ottava sotto. Quest'ultima variante si trova comunemente nella notazione di pezzi per voce di tenore. Insieme alla chiave di basso è la chiave più utilizzata nella notazione musicale. Le note della chiave di sol sono mi-sol-si-re-fa nei righi e fa-la-do-mi negli spazi.

#### Chiave di violino francese

Chiave di violino francese. Sol_{3} secondo la notazione europea, G_{4} secondo la notazione statunitense.

Quando la chiave di Sol è posizionata sul primo rigo è detta chiave di violino francese.
Questo tipo di chiave è caduto in disuso ed era utilizzato in passato per il flauto traverso e dolce e per il violino, in particolare in Francia fra il XVII e l'inizio del XVIII secolo.